# Amt Boizenburg-Land
Im seit 1992 bestehenden Amt Boizenburg-Land sind elf Gemeinden zur Erledigung ihrer Verwaltungsgeschäfte zusammengeschlossen. Ursprünglich gehörten dem Amt die zehn Gemeinden Besitz, Gresse, Greven, Klein Bengerstorf, Neu Gülze, Nostorf, Schwanheide, Teldau, Tessin b. Boizenburg und Wiebendorf an. Mit Wirkung vom 1. Januar 2005 fusionierten Klein Bengerstorf und Wiebendorf zur neuen Gemeinde Bengerstorf, am 1. August desselben Jahres kamen die Gemeinden Brahlstorf und Dersenow aus dem aufgelösten Amt Vellahn neu in das Amt Boizenburg-Land.
Das Amt liegt im Westen des Landkreises Ludwigslust-Parchim in Mecklenburg-Vorpommern und grenzt im Westen und Süden an die Bundesländer Schleswig-Holstein und Niedersachsen. Der Amtssitz Boizenburg/Elbe ist selbst nicht amtsangehörig.

## Die Gemeinden mit ihren Ortsteilen
- Bengerstorf mit Klein Bengerstorf, Groß Bengerstorf und Wiebendorf
- Besitz mit Besitz und Blücher
- Brahlstorf mit Brahlstorf und Düssin
- Dersenow mit Dammereez und Dersenow
- Gresse mit Badekow, Gresse und Heidekrug
- Greven mit Greven, Granzin, Leisterförde, Lüttenmark und Sternsruh
- Neu Gülze mit Neu Gülze und Zahrensdorf
- Nostorf mit Bickhusen, Horst, Nostorf und Rensdorf
- Schwanheide mit Schwanheide und Zweedorf
- Teldau mit Amholz, Bandekow, Groß Timkenberg, Gülze, Hinterhagen, Schleusenow, Soltow und Vorderhagen
- Tessin b. Boizenburg mit Kuhlenfeld und Tessin bei Boizenburg

## Dienstsiegel
Das Amt verfügt über kein amtlich genehmigtes Hoheitszeichen, weder Wappen noch Flagge. Als Dienstsiegel wird das kleine Landessiegel mit dem Wappenbild des Landesteils Mecklenburg geführt. Es zeigt einen hersehenden Stierkopf mit abgerissenem Halsfell und Krone und der Umschrift „AMT BOIZENBURG-LAND • LANDKREIS LUDWIGSLUST-PARCHIM“.